# 라파예트 부인
라파예트 백작부인 마리마들렌 피오슈 드 라베르뉴(Marie-Madeleine Pioche de La Vergne, comtesse de La Fayette, 1634년 3월 18일 ~ 1693년 5월 25일)는 프랑스의 소설가이다.

## 생애
신분이 낮은 귀족(기술장교) 마르크 피오슈의 딸로 파리에서 태어났다. 15세에 아버지를 여읜 뒤 그녀의 모친은 세비녜 후작 부인의 친척과 결혼했다. 일찍부터 랑부예 저택을 비롯한 당시의 살롱에 출입하여 상류 사교계의 세련된 풍습을 몸에 익혔다. 1655년 라파예트 백작과 결혼하였는데, 후에도 남편은 시골에 둔 채 혼자 파리에 살면서 일류 문인들과 교류했다. 새아버지의 친척인 세비녜 부인은 라파예트 부인의 살롱을 "숨을 돌리는데 파리에서 가장 좋고 아름다운 곳"이라고 표현했고 라파예트 부인보다 21세 연상의 라 로슈푸코도 매일같이 찾아왔다. 라파예트 부인은 어머니에게서 물려받은 야심가적인 성향으로 찰스 1세의 미망인 앙리에트 마리 및 그 딸이자 왕제비(王弟妃)인 앙리에트의 총애를 받았고 이로 인해 많은 정적을 얻기도 했다. 말년에는 병을 얻어 고독한 가운데 신앙에 의지해 지내다가 1693년 세상을 떠났다.

## 문학의 경향
그녀는 섬세한 문체로 궁정 안의 연애 사건을 많이 썼다. 심리 소설의 시조로서, 문학사에 큰 공헌을 하였다.
주요 작품으로 《클레브 공작부인》, 《탕드 백작 부인》 등이 있다.

## 참고 자료
- 이 문서에는 다음커뮤니케이션(현 카카오)에서 GFDL 또는 CC-SA 라이선스로 배포한 글로벌 세계대백과사전의 내용을 기초로 작성된 글이 포함되어 있습니다.